# Epitonium muricatum
Epitonium muricatum is een slakkensoort uit de familie van de Epitoniidae. De wetenschappelijke naam van de soort is voor het eerst geldig gepubliceerd in 1826 door Risso.